# Jiří Šedý (malíř)
Jiří Šedý (* 2. července 1976 Hlinsko v okrese Chrudim) je český spisovatel a malíř, který se narodil s diagnózou Downova syndromu. Absolvoval základní a střední školu (ukončenou osvědčením).
Od roku 1997 pracoval jako asistent ve speciální škole pro žáky s více vadami v Novém Jičíně, od roku 2004 do prosince 2007 pracoval jako vrátný na vysoké škole podnikatelské v Novém Jičíně. V současné době žije v Kadani, spolu s matkou lektoruje na vysokých a základních školách, v programech vzdělávacích agentur pořádá semináře pro pedagogy. Učí zdravé i postižené lidi malovat svoji specifickou technikou.
Jedenáct let pořádal výtvarnou a literární soutěž o Cenu Jiřího Šedého „Nejsem na světě sám“. Soutěž byla zaměřena na zlepšování mezilidských vztahů.

## Ocenění
- 2002 – hlavní Cena Olgy Havlové, kterou mu předal pan prezident Václav Havel.
- 2008 – z rukou pana režiséra Jana Hřebejka obdržel cenu za nejlepší mužskou roli ve filmu Přesně tak.
- 2009, 2011, 2012, 2013 na mezinárodní soutěži literárních prací v Bratislavě získal 1. místo.
- 2011 – světová Cena Dne Downova syndromu.

## Literární činnost
- Český myšlení (2000) – prvotina
- Trochu něhy (2000) – dojímavé příběhy o dětech s různým druhem postižení a zvířatech
- Citlivost barevného slunce (2002) – úvahové povídky o lidských vlastnostech
- Dominčiny pohádky (2002) – pohádky o přírodě pro neteř Dominiku
- Babiččiny pohádky (2005) – pohádky o květinách
- Hledání (2006) – úvahy o životě pro spisovatelku Květu Legátovou
- Duhové pohádky (2007) – veselé pohádky o barvách a houbách, věnovanou neteři Šárce
- Podivuhodná planeta (2009) – povídky o cestování
- Vesmírné příběhy (2013) – sci-fi
- Perla podmořského světa (2016) – povídky o moři
- Nezabít v nás Mozarta (2018) – úvahové povídky, kniha v roce 2018 získala prestižní Cenu Vládního výboru, věnovaná památce Olgy Havlové
- Záblesk času (2019) – autobiografické vzpomínky na dětství, kniha věnovaná sestře Leoně

Všechny svoje knížky si autor ilustruje.

## Výtvarná činnost
- Malby – kombinace temperové barvy a oleje malované specifickou technikou.
- Vystavuje obrazy po celé ČR, nejprestižnější dvě výstavy v Senátu ČR.
- Namaloval a vydal již 14 kalendářů.

## Filmy
Bylo s ním natočeno několik filmů: Bleděmodrý svět, O jeden chromozom navíc, Červíček v hlavě, Hledám práci, zn. mám Downův syndrom, Přesně tak, Na vlastní oči, Áčko.